# Serra d'Aguilar
La Serra d'Aguilar és una serra situada al municipi d'Oristà (Lluçanès), amb una elevació màxima de 630 metres.